# Bartolommeo Cennini
Bartolommeo Cennini (* um 1600 in Florenz; † 22. August 1674 ebendort) war ein italienischer Bildhauer und Bronzegießer.

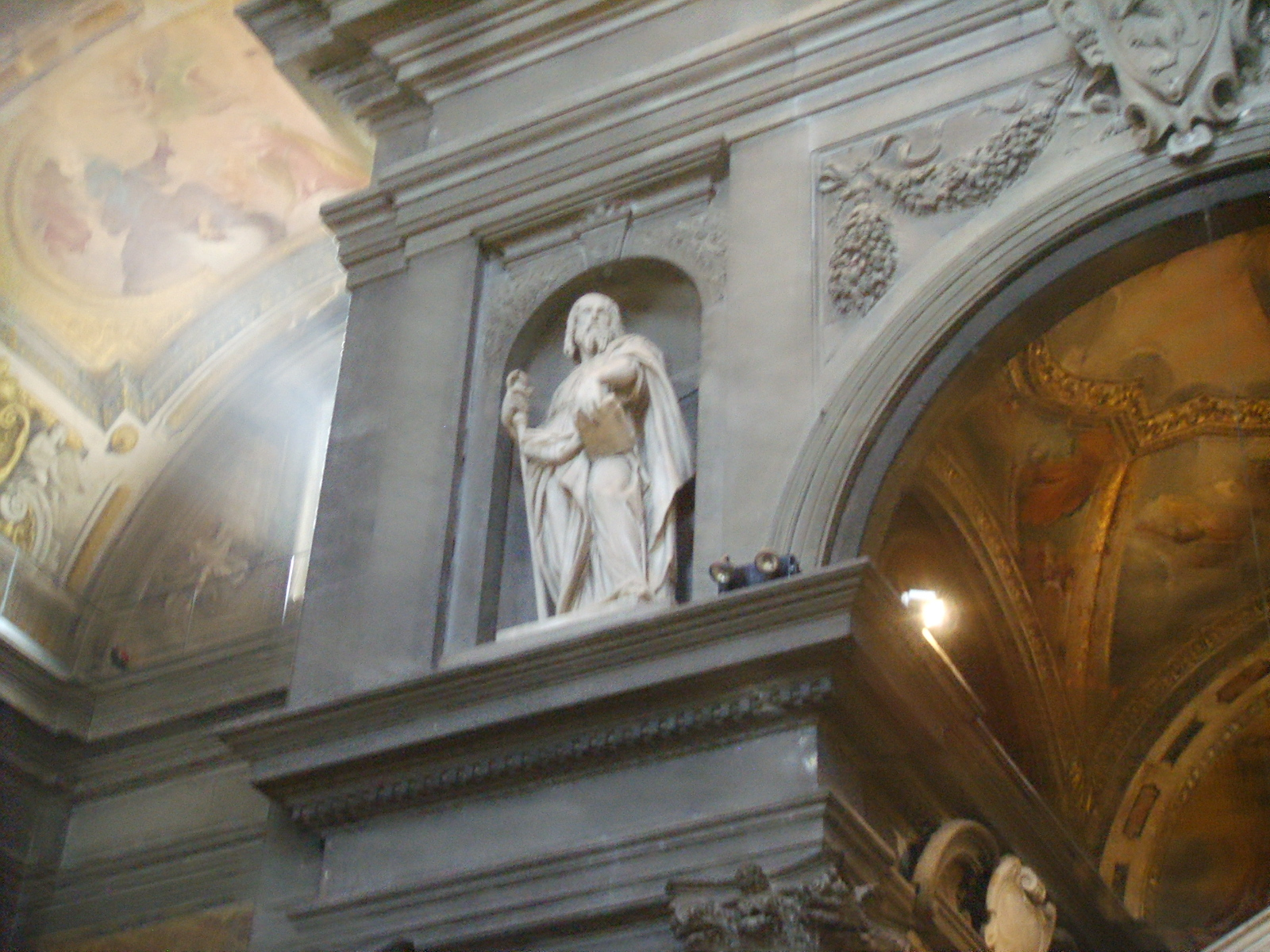
San Filippo, Kirche Santi Michele e Gaetano, Florenz

## Leben
Bartolommeo Cennini wurde vermutlich als Sohn des Gießers Giovanni Battista in Florenz geboren. Über sein Geburtsdatum und seine Ausbildung ist nichts bekannt. Da auch sein Vater als Gießer arbeitete, kann angenommen werden, dass er von ihm seine erste Ausbildung erhielt. Sein Vita wird von den Kunsthistorikern widersprüchlich beschrieben.
Er war ein Schüler von Pietro Tacca. Lt. DBI traf Cennini im Jahr 1625 mit seinem Meister in Rom ein und wurde sofort von Bernini für die Bronzearbeiten am Petersdom eingesetzt. Um 1640 kehrte er in die Toskana zurück, wo er verschiedene Arbeiten ausführte: Renovierung eines Bronzetors in der Cintola-Kapelle im Dom von Prato, Ziborium aus hartem Stein für den renovierten Marmoraltar in der Chiaritokirche. 1650 kehrte er nach Rom zurück und fertigte im Auftrag von Leonardo Agostini eine Marmorstatue des Heiligen Sebastian für die kleinen Kirche San Sebastiano in Boccheggiano an, die sich noch heute dort befindet. Danach arbeitete er wieder mit Bernini als Gießer für den Petersdom.
1661 musste Cennini nach Florenz zurückkehren und wurde mit der Ausführung einer Büste des Großherzogs Ferdinando II. de’ Medici beauftragt. Von 1669 bis 1674 arbeitete der Künstler an seinem Meisterwerk, einem bronzenen Kruzifix für den Hochaltar der Franziskanerkirche S. Salvatore in Ognissanti. Dies war wahrscheinlich sein letztes Werk, da Cennini im gleichen Jahr starb und am 24. August 1674 im Florentiner Nonnenkloster von San Francesco begraben wurde.

## Werke
- Bronzekreuz, Ognissanti, Florenz,
- Christusbüste und San Filippo, Kirche Santi Michele e Gaetano, Florenz
- Umiltà (1647), Petersdom, Rom[1].